# 福住バスターミナル

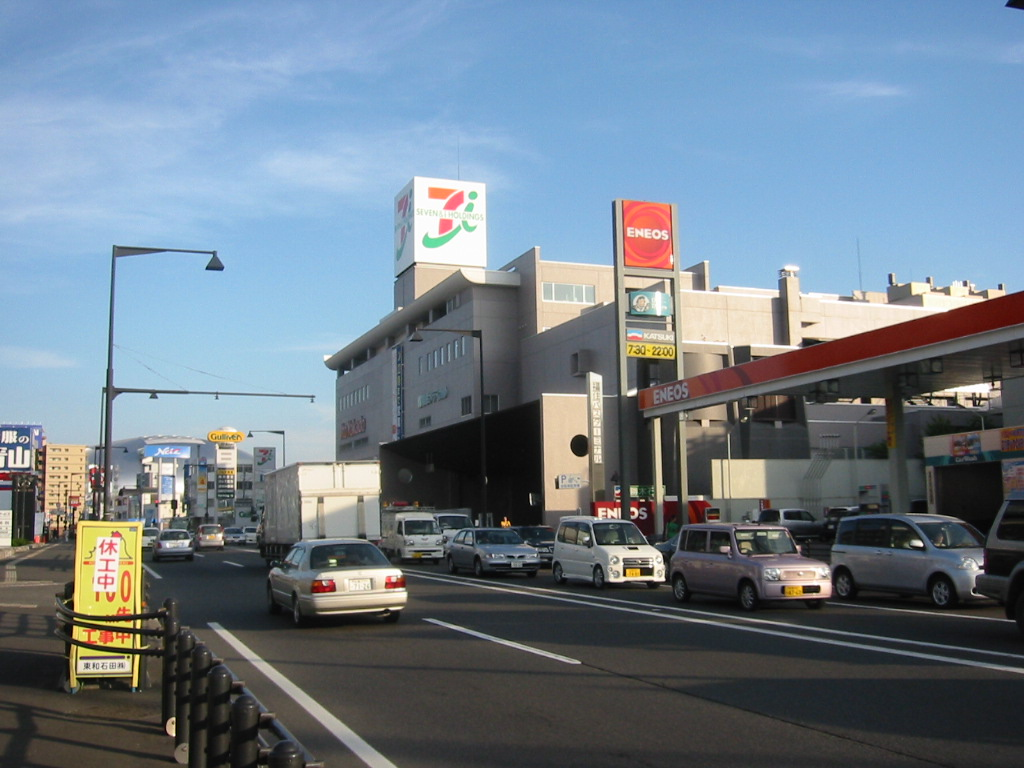
バス入口。国道36号で左折進入できる場合、この入り口を使用する。

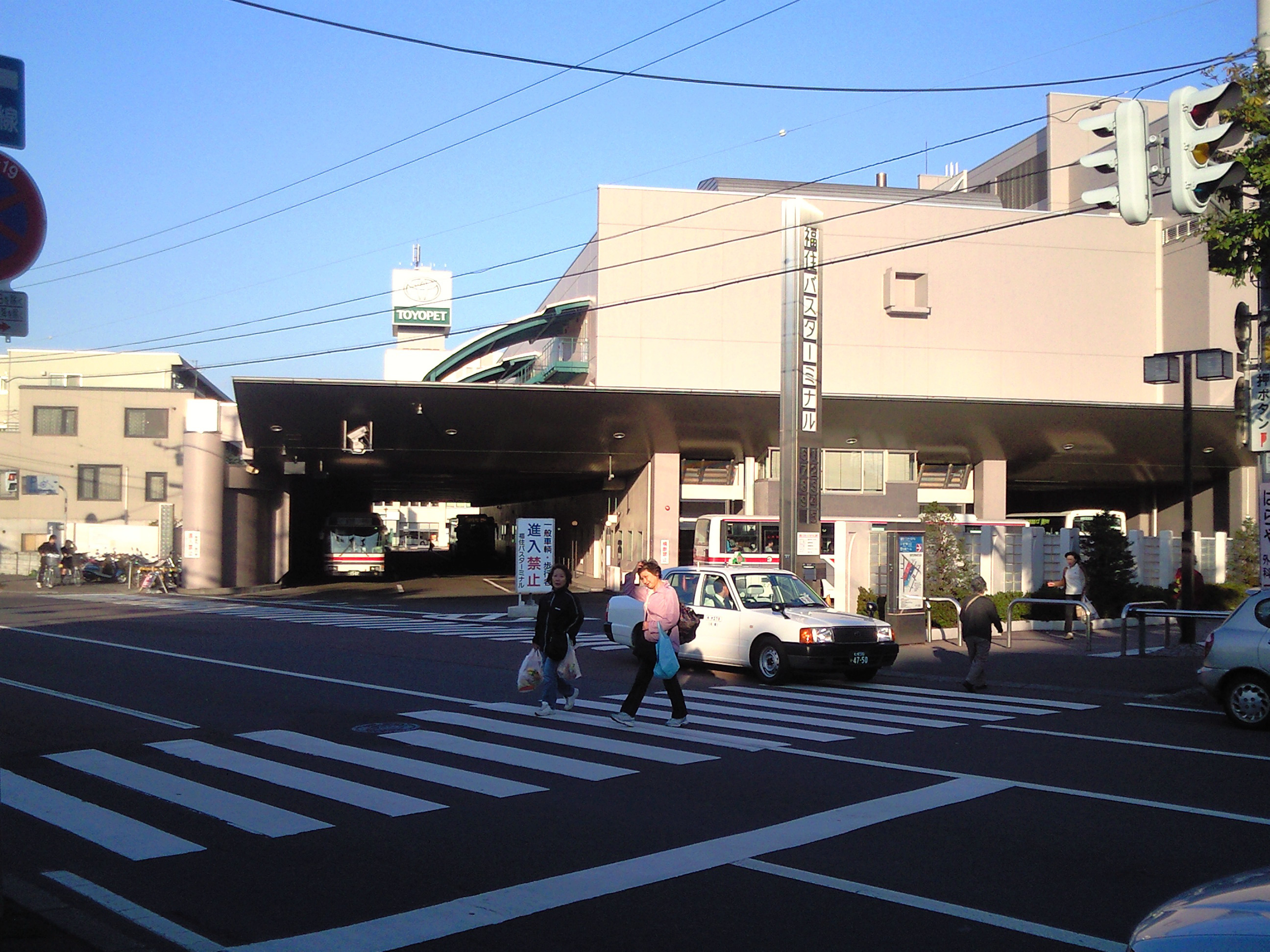
バス出入口。札幌市中心部側から来るバスは、福住中央通りで右折し、ここから左折進入をする。すべてのバスはここから出発する。

福住バスターミナル（ふくずみバスターミナル）は、北海道札幌市豊平区福住2条1丁目に所在する、自動車ターミナル法による一般バスターミナルの名称。札幌市独自の分類では乗継バスターミナルとされる。

## 概要

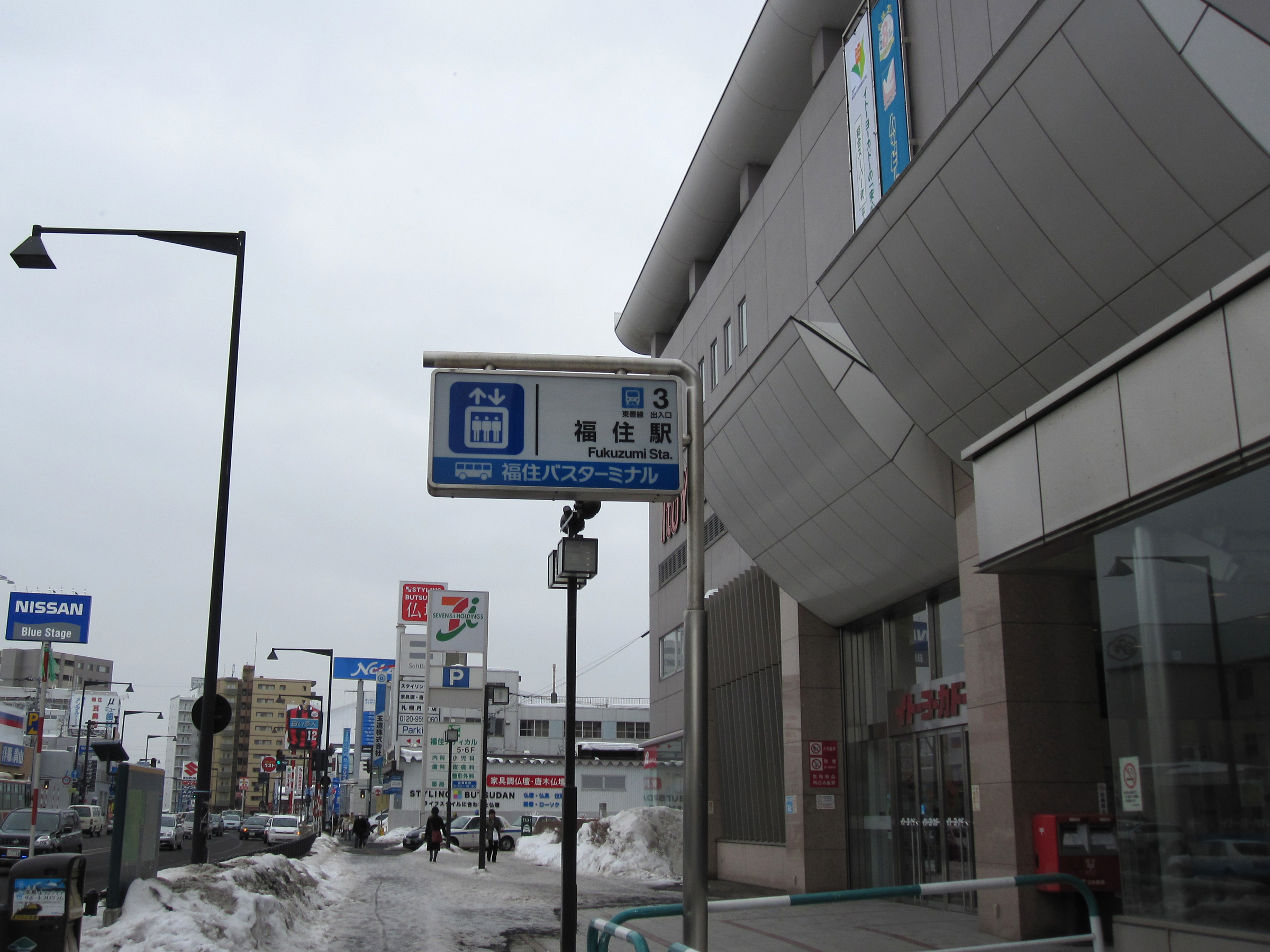
地下から経由する場合、福住駅3番出入口と兼用になる

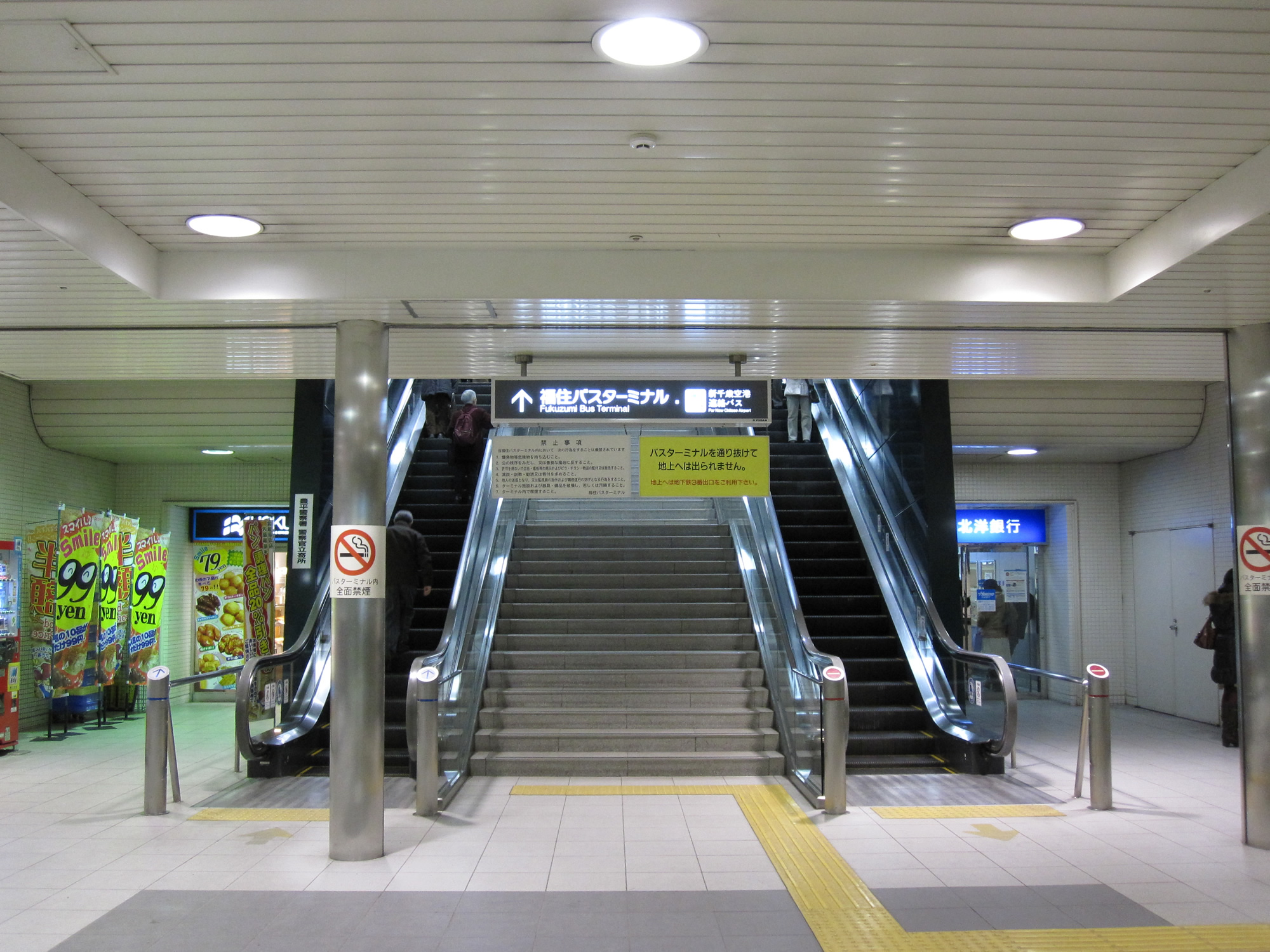
地下出入口

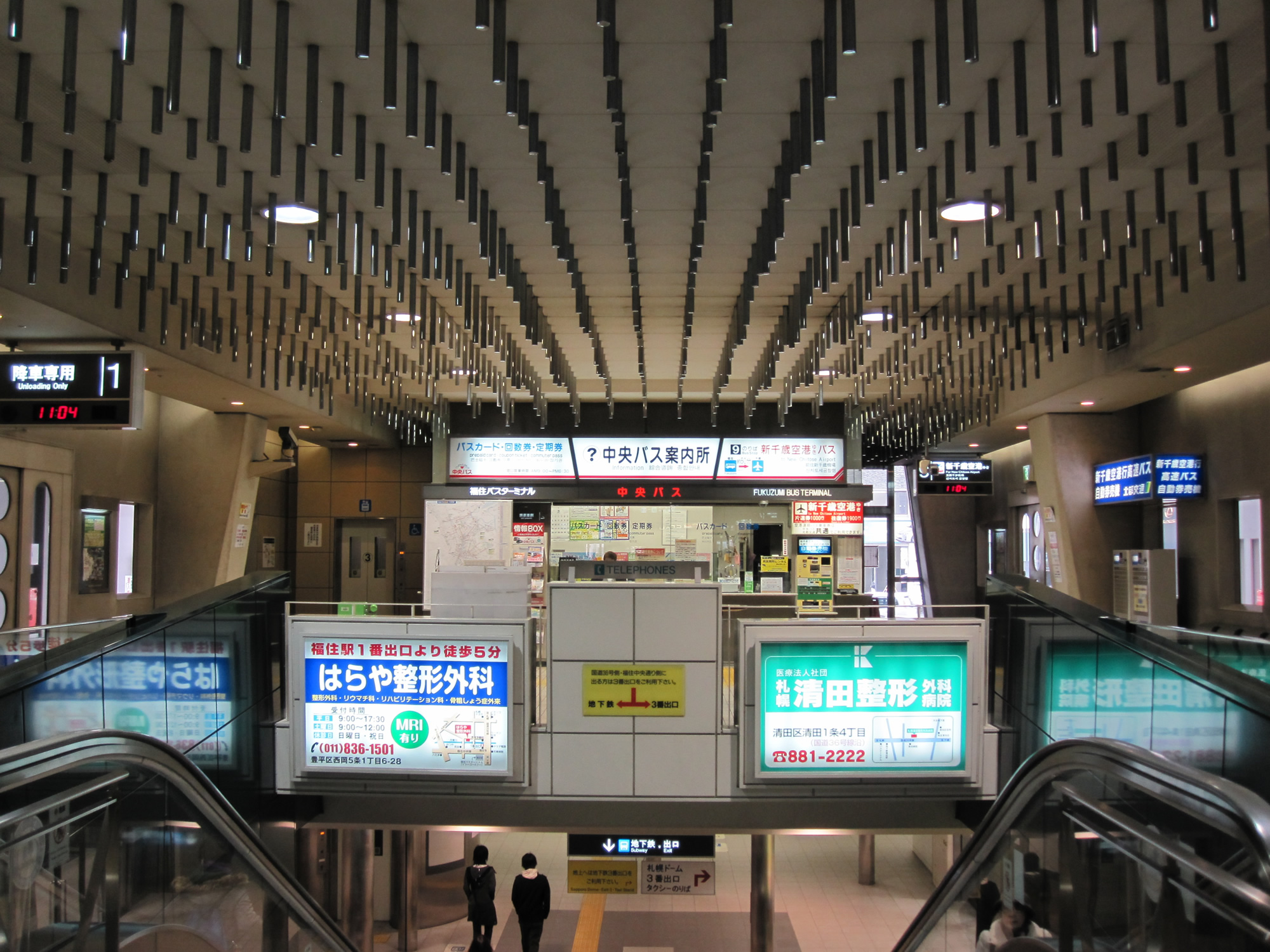
案内所

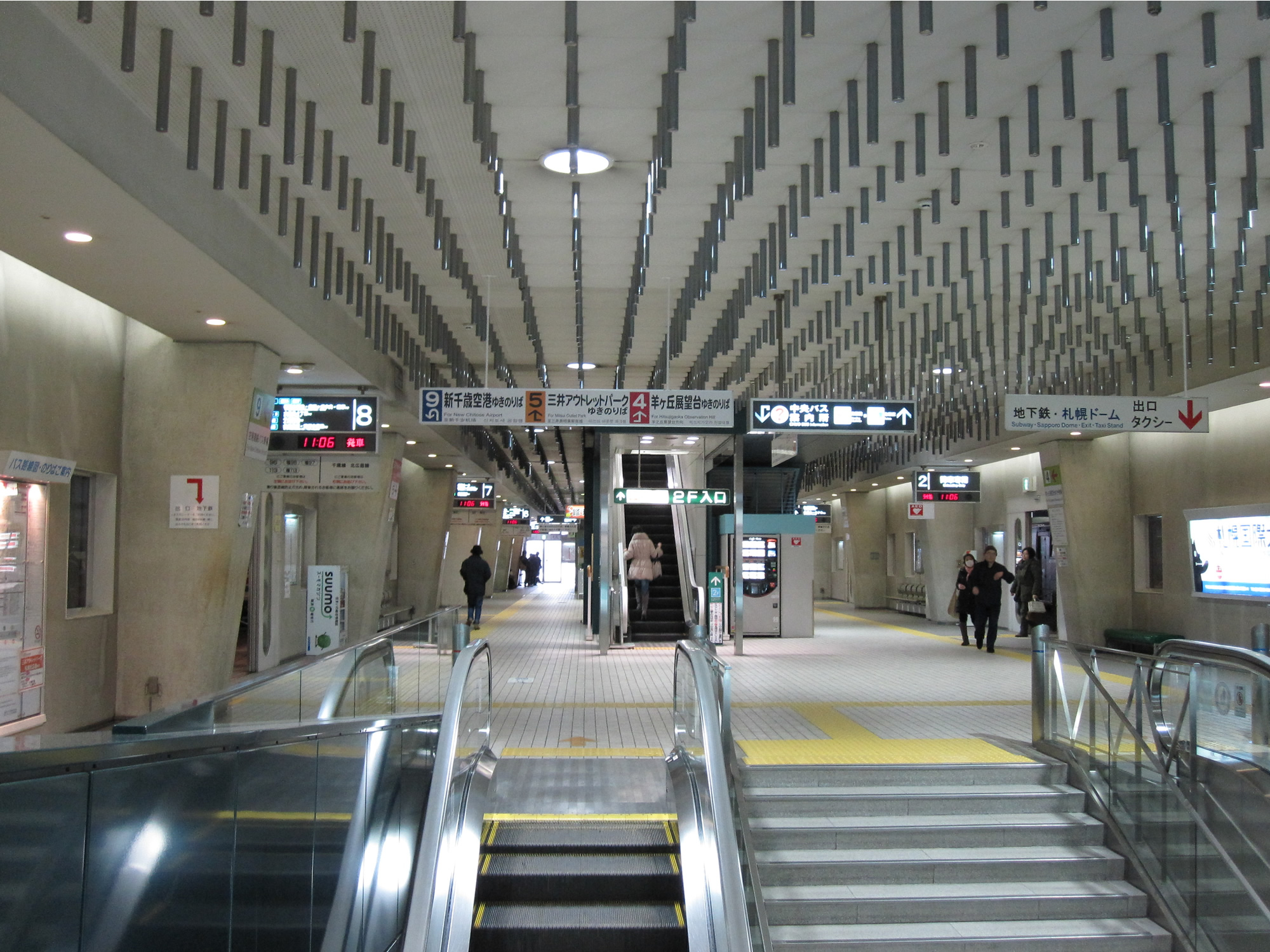
イトーヨーカドー2階へのエスカレーター、直接売り場と接続している

1994年（平成6年）10月14日供用開始。札幌市により設置され、管理運営は北海道いすゞ自動車が行う。2021年（令和3年）12月の平日1日あたり、スクールバス等の非公示便を除く発着便数は890便（感染症流行による一時運休便を含む）。
札幌市営地下鉄東豊線福住駅と直結。利用者は地上から直接入ることが出来ないため、地下又はCiiNA CiiNA 福住2階よりエスカレーターで入る。のりばは1 - 9番まで設置されており、バスの到着を感知して開く自動ドアで仕切られている。施設内には北海道中央バス福住総合案内所や自動販売機、トイレが設置されている。2018年（平成30年）にはバスロケーションシステムと連動したデジタルサイネージが設置された。乗車券は普通乗車券は自動券売機、定期乗車券は窓口で購入する。

## 発着路線
路線は2025年（令和7年）4月1日現在。
すべての路線が北海道中央バスで、新千歳空港連絡バスには北都交通を含む。路線詳細は営業所記事を参照。

### 1・2番のりば
- 降車専用

### 3番のりば
- 平岡営業所
  - 74・80 札幌駅前行

### 4番のりば
- 平岡営業所
  - 平50 平岸線 平岸駅行
- 西岡営業所
  - 福84 羊ヶ丘線 福住3条9丁目行・羊ヶ丘展望台行
  - 真104・真105 真駒内線 真駒内駅行

### 5番のりば
- 大曲営業所
  - 福52 緑ヶ丘団地線 東栄通行（北野通・イオンモール札幌平岡・里塚4条3丁目経由）
  - 福99 緑ヶ丘団地線 東栄通行（北野通・桂台団地・緑ヶ丘団地経由）
  - 福95 美しが丘線 三井アウトレットパーク・大曲工業団地行（羊ケ丘通経由）
  - 臨時 墓参バス 里塚霊園行

### 6番のりば
- 平岡営業所
  - 80 月寒本線・平50 平岸線 平岡営業所行（真栄経由）
  - 74 月寒本線 農業研究センター行
- 大曲営業所
  - 福87 有明線 有明小学校行・すずらん公園東口行（真栄団地・アンデルセン福祉村（一部）経由）
  - 福88 真栄団地線 美しが丘3条9丁目行（真栄団地経由）
- 西岡営業所
  - 真105 真駒内線 大谷地駅（大谷地バスターミナル）行（南郷18丁目駅経由）

### 7番のりば
- 平岡営業所
  - 福85 清田団地線 ヒルズガーデン清田行
  - 福86 清田団地線 清田団地行

### 8番のりば
- 大曲営業所
  - 福96 柏葉台団地線 柏葉台団地行・希望ヶ丘中央行・輪厚行（桂台団地経由）
  - 福97 柏葉台団地線 柏葉台団地行・希望ヶ丘中央行（里塚中央経由）
  - 福113 大曲光線 大曲光4丁目行（桂台団地経由）
  - 広島線　北広島駅行・東部中学校行（桂台団地・星槎道都大学/輪厚ゴルフ場経由）
- 千歳営業所
  - 千歳線 千歳駅前行（里塚中央・茂漁/北恵庭駐屯地・恵庭駅通経由）

### 9番のりば
- 月寒営業所、北都交通
  - S 新千歳空港連絡バス 新千歳空港行（南千歳駅経由）